# Биберштейн, Эрнст
Эрнст Эмиль Генрих Биберштейн до 1941 года —  Эрнст Шумановски (нем. Ernst Emil Heinrich Biberstein; 15 февраля 1899, Хильхенбах, Вестфалия, Пруссия, Германская империя — 8 декабря 1986, Ноймюнстер, ФРГ) — протестантский пастор, оберштурмбаннфюрер СС, командир айнзацкоманды 6 в составе айнзацгруппы C, действовавшей на оккупированной территории СССР.

## Биография
Эрнст Шумановски родился 15 мая 1899 года в семье железнодорожного служащего. В 1906 году семья переехала в Ноймюнстер, где Шумановски посещал гуманитарную гимназию. Вскоре после окончания школы в 1917 года поступил в университет Киля для изучения протестантской Теология. 16 июля 1917 года был призван в действующую армию и последний год Первой мировой войны воевал на Западном фронте. В 1919 году возобновил обучение в университете. 29 апреля 1922 года сдал первый научный экзамен и 29 октября 1923 года второй практический экзамен . В декабре 1924 года после года службы викарием стал пастором в Катинге. 5 января 1925 года женился на уроженке Ноймюнстера Анне Дамлос, в браке с которой родилось трое детей.
19 июля 1926 года вступил в НСДАП (билет № 40718). В конце ноября 1927 года был переведён в Кальтенкирхен, где был пастором. В качестве «пастора СА», как Шумановски называл себя, он участвовал в создании ячайки нацистской партии в городе и в округе. В ноябре 1933 года занял пост старшего пастора в Зегеберге. С основанием движения «Немецкие христиане» он образовал одну из групп данного движения, а также состоял в антисемитском объединении фленсбургского пастора Фридриха Андерсена «Союз для немецкой церкви». В апреле 1934 года Шумановски был претендентом на вновь созданную должность епископа церкви Любека, однако его заявка был отклонена. После того как в апреле 1935 года была принята немецкая учебно-церковная программа, Шумановски участвовал в первой конфирмации в Итцехо. В 1935 году в чине старшего правительственного советника был принят в имперское министерство по церковным делам.
С августа 1935 года был связным между гестапо и министерством по церковным делам. В мае 1937 года был снят с должности. Основная причина состояла в том, что Шумановски, как показала проверка в ноябре 1936 года, был крайне небрежен в ведении дел и в ведении документации. Другой причиной было подозрение министра Ганса Керрля, что Шумановски шпионил для СД. 13 сентября 1936 года в звании унтерштурмфюрера был принят в ряды СС (№ 272692). В декабре 1938 года вышел из церкви. В марте 1940 года был призван в армию и в составе земельнострелкового батальона участвовал во Французской кампании. 22 октября 1940 года поступил на службу в Главное управление имперской безопасности (РСХА). Согласно его собственным показаниям, проходил стажировку в ведомствах гестапо, уголовной полиции и СД. 1 июня 1941 года стал начальником отделения гестапо в Оппельне. На этой должности отвечал за депортацию окрестных евреев. В том же году сменил фамилию на Биберштейн. 
14 июля 1942 года получил должность командира айнзацкоманды 6, штаб-квартира которой дислоцировалось в Ростове. Части подразделения действовали в Таганроге, Новочеркасске и Шахтах. Во время допроса в Нюрнберге дал следующие показания: «по моим воспоминаниям, когда я руководил айнзацкомандой 6 приблизительно от 2000 до 3000 человек были казнены в газвагенах, а часть из них расстреляна». В том же заявлении описал, как лично был свидетелем убийства 50—60 человек в газвагене. Кроме того, лично отдал приказ об убийстве 65 человек и контролировал проведение многих казней. В июне 1943 года задержал отправку айнзацкоманды 6 на борьбу с партизанским движением, что привело к расследованию со стороны СС и наказанию за военное неподчинение в виде 13 дней домашнего ареста. Биберштейн до конца войны служил в экономическом отделе гражданского управления высшего комиссара в оперативной зоне Адриатического побережья Фридриха Райнера в Триесте. В конце апреля 1945 года бежал в Ноймюнстер, где был арестован британскими войсками.
10 апреля 1948 году на Нюрнбергском процессе по делу об айнзацгруппах был приговорён к смертной казни за участие в преступлениях айнзацкоманды 6. В 1951 году в ходе процедуры помилования смертный приговор был заменён на пожизненное заключение. В 1953 году снова был принят в церковь. 9 мая 1958 года в числе последних преступников был освобождён из Ландсбергской тюрьмы. После освобождения временно работал в церковной администрации в Ноймюнстере. Умер в 1986 году в Ноймюнстере.